# Serment de Platées
Le serment de Platées est un serment qu'aurait prêté les grecs avant la Bataille de Platées en -479. On trouve différentes versions du  texte au IVe siècle av. J.-C. chez Diodore de Sicile, dans le Contre Léocrate de l'orateur athénien Lycurgue ainsi que, avec le serment des éphèbes, sur une stèle retrouvée au début du XXe siècle à Acharnes, elle-aussi du IVe siècle av. J.-C. On ne trouve par contre aucune mention de ce serment dans les Histoires d'Hérodote qui est la principale source sur la bataille, et Théopompe la considérait déjà comme apocryphe. Il est généralement considéré aujourd'hui, du moins dans les versions qui nous sont parvenues, comme une invention du IVe siècle av. J.-C. pour servir la propagande athénienne.

« Tous les Grecs assemblés dans l'isthme résolurent de s'engager à cette guerre par un serment qui devait garantir leur union et les obliger à braver tous les dangers. Voici la formule de ce serment : Je n'estimerai point la vie plus que la liberté ; je n'abandonnerai mes chefs ni vivants ni morts, et j'ensevelirai mes compagnons tués dans le combat. Vainqueur des Barbares, je ne contribuerai jamais à la destruction d'aucune des villes qui ont pris part au combat. Je ne relèverai aucun des temples brûlés ou renversés, mais je laisserai subsister ces ruines comme un monument qui doit rappeler à la postérité la fureur sacrilège des Barbares. »

— Diodore de Sicile, Bibliothèque historique XI,XXIX (trad. Ferdinand Hoefer, 1851)

« C'est pour cette raison, ô juges! que près de Platée, tous les Grecs, au moment de se ranger en bataille pour combattre les forces de Xerxès, crurent devoir prendre avec eux-mêmes cet engagement sacré : et ce ne fut pas une chose nouvelle qu'ils imaginaient, ils ne firent qu'imiter la formule de serment usitée chez vous. Mais il n'en est pas moins utile de vous la faire entendre; car ou y voit avec évidence la preuve écrite de leur vertu. Donnes-en aussi lecture :Je ne préférerai point la vie à la liberté ; je n'abandonnerai mes chefs ni vivants, ni morts ; j'ensevelirai tous ceux des alliés qui auront péri les armes à la main. Vainqueur des Barbares, je ne dévasterai aucune des villes qui auront combattu pour la Grèce; quant à celles qui auront pris le parti de l'ennemi, je les décimerai toutes. Je ne relèverai jamais aucun des temples brûlés ou renversés par les Barbares; mais je laisserai à l'avenir ce monument de leur impiété. »

— Lycurgue, Contre Léocrate